# バークレー・マッキントッシュ・ユーザーズグループ
バークレー・マッキントッシュ・ユーザーズグループ（英語: Berkeley Macintosh Users Group,BMUG）とはマッキントッシュユーザーグループの1つで1984年9月にカリフォルニア大学バークレー校の学生だったリース・ジョーンズ、レインズ・コーヘン、ベルント・ワールが主にAppleのMacintoshを使ったグラフィカルコンピューティングの知識を共有する目的で設立した。
BMUGは活発なミーティング、「我々は情報を配信するビジネスを行う（→We are in the business of giving away information）」というモットーの設定、BMUGアウォードの主催、MacWorld Expoにおける大規模な親睦会の開催、CDや書籍の出版、全地球カタログのような中身の濃いニュースレター、Macintoshのパブリックドメインソフトウェアを集めた最も大規模なシェアウェアコレクションの1つをリリースしたことで有名だった。
また、木曜日の夜にミーティング、質疑応答、ソフトウェア企業によるソフトウェアデモンストレーションを主催、抽選で締めくくっていた。著名な講演者にはスティーブ・ジョブズ、ガイ・カワサキ、テッド・ネルソン、ハイディ・ロイゼン、アンディ・ハーツフェルド、ビル・アトキンソン、ジャン＝ルイ・ガセー、マーク・ベニオフ、メリンダ・アン・フレンチ（ゲイツ）、ビル・ゲイツがいる。
さらにグラフィック、ビデオ、音楽、データベース、インターネット、数学に関するSpecial Interest Groupも運営していた。著名なメンバーの一部としてジョン・ドレーパー（キャプテン・クランチ）、ハサナル・ボルキア（ブルネイ国王）、エリック・ブリュアー（インクトミ設立者）がいた。
しかし、2000年に破産宣言し、残されたメンバーの一部がPlanetMUGを設立し、BMUGのオンライン資産であるPlanet BMUG BBSを買収した。BMUG Bostonは独立しBostonBBSになった。